# Aistulf
Aistulf o Astolf († desembre del 756) fou duc de Friül el 744, fill del duc Pemmó, on va succeir al seu germà Ratquis al que també va succeir quan el seu germà fou deposat com a rei del longobards i d'Itàlia el 749.
Molt més carismàtic que Ratquis, va revocar l'actitud del seu germà, que havia treballat en cooperació amb l'element llatinoromà, amb la finalitat de garantir, a través d'una major cohesió, més estabilitat al regne, actitud que va provocar la reacció dels tradicionalistes llombards que van elevar a Astolf o Aistulf al tron. Quan va començar a regnar va tornar a la política prolongobarda, i es va titular rex gentis Langobardorum; va explicar el seu programa expansionista especificant, en el pròleg a les lleis promulgades per ell: «Senyor, que ens ha donat el poble dels romans».
El seu govern a la meitat del segle viii, va aconseguir una posició de poder sobre Itàlia igual, sinó superior, a la dels seus grans predecessors Liutprand i Grimuald, per tal d'aprofitar la unificació completa de la península sota el seu ceptre. La intervenció dels francs Pipí el Breu, invocats pels papes, va fer disminuir ràpidament el poder del regne, i el va deixar com un potentat regional.

## Duc de Friül
Suposat el fill més jove de Pemmó i Ratperga, quan el seu pare va ser deposat en l'any 737 va donar suport al seu germà Ratquis per ascendir al tron ducal. Liutprand durant un judici a Pavia, va ordenar l'arrest de tots els partidaris de Pemmó (excepte el deposat duc i els seus fills, a qui s'havia concedit immunitat), i Astolf o Aistulf va amenaçar de treure la seva espasa i matar el rei, però Ratquis el va aturar. Més tard, però, Astolf es va reconciliar amb el rei i quan el 742 Liutprand va marxar cap al sud i es va enfrontar a l'exèrcit romà d'Orient i el de Spoleto en una batalla entre Fano i Fossombrone, Ratquis i el seu germà Astolf eren a l'exèrcit reial i van tenir una actuació destacada.

## Rei dels longobards i d'Itàlia

### Reforçament de l'exèrcit i les fronteres
El 744, quan Ratquis va ser triat com el nou rei dels llombards en lloc dels deposats Hildeprand, Aistolf es va convertir en duc de Friül. Hi ha poques notícies sobre el seu govern, en els anys en què va governar el ducat.
El seu germà Ratquis va abdicar (o va ser forçat a abdicar) el 749 i va ingressar en un monestir i Aistulf el va succeir com a rei dels longobards a Pavia (749) i va cedir el ducat de Friül a un personatge identificat com sant Anselm de Nonantola que alguns suposen cunyat d'Aistulf (que estava casat amb la seva suposada germana Gisatrulda) i altres el suposen el seu germà petit.
Quan va començar a regnar, amb la finalitat d'aconseguir l'objectiu de posar sota el seu domini tot Itàlia, des del principi, es va dedicar a la reorganització i enfortiment de l'exèrcit. Va disciplinar el servei militar i les obligacions, distribuint als recursos financers dels homes subjectes al servei militar. Els terratinents i rics comerciants estaven obligats a servir amb el cavall i l'armadura, els amos de mitjans i els comerciants havien d'arribar a cavall, escut i llança. Els més pobres serien equipats amb escut, arc i fletxes. Van ser subjectes al servei militar tots els homes lliures del regne; les normes van posar al descobert a la meitat del segle viii les profundes diferències econòmiques entre els lliures i la classe mercantil, diferència que s'havia convertit en rellevant. A més d'aquestes indicacions, Aistulf també va promulgar lleis relatives a la regulació dels comandants, especialment contra aquells que eximien els rics de les lleves.
Per temor a atacs de l'estranger, sobretot francs, va restablir i reforçar les defenses dels Alps i la regulació estricta del flux de béns i persones. El comerç exterior va ser possible només amb el consentiment reial.

Dominis d'Aistolf després de les seves conquestes (751)

### Campanyes militars
Després de reorganitzar i enfortir l'exèrcit, Aistolf va començar immediatament l'ofensiva contra els territoris italians que seguien estant subjectes (encara més en el nom que de fet) a l'Imperi Romà d'Orient. L'any 750 des del nord va envair l'Exarcat, ocupant Comacchio i Ferrara, i l'estiu de 751 va conquistar Ístria i després la mateixa Ravenna, capital i símbol del poder romà d'Orient a Itàlia. Es va instal·lar al palau de l'exarca, que va ser aparellat al mateix palau reial de Pavia com a centre del regne llombard.
Astolf per augmentar el seu prestigi també va deixar altres senyals: es van encunyar monedes amb la seva efígie, segons l'estil romà d'Orient. L'Exarcat no va ser incorporat a les altres possessions a Itàlia (no es va constituir en ducat), sinó que va conservar la seva especificitat com a seu imperial: d'aquesta manera Astolf es proclamava l'hereu directe, als ulls dels italoromans, de l'emperador romà d'Orient i de l'exarca el seu representant.
En el 752 es va donar continuació a aquesta concepció del seu paper, mitjançant un ultimàtum al nou papa Esteve II. Li va demanar al papa un tribut d'un cèntim d'or per habitant del ducat de Roma i el reconeixement de la seva sobirania sobre tot el territori. El Papa es va negar a la sol·licitud, que es va repetir durant les llargues negociacions que van seguir. Astolf, per reafirmar la seva superioritat militar, va fer nombroses incursions pel ducat, ocupant la plaça forta de Ceccano (753), però, igual que els seus predecessors, per la importància d'aparèixer com a rei catòlic, dubtava d'atacar Roma directament.
L'amenaça d'Astolf al ducat romà es va veure reforçada pel control que va adquirir també als ducats del centre-sud d'Itàlia, Spoleto i Benevent. L'any 751 a Spoleto havia deposat al duc Llop, lleial al seu deposat Ratquis, i després d'un breu govern d'Unnolf havia assumit el control directe del ducat (752) mentre a Benevent es va assegurar la lleialtat de Escauniperga, regent des de mitjans del 751 (a la mort del duc Gisulf II) en nom del fill menor d'edat Liutprand.

## Les guerres contra els francs

### Primera fase (753-754)
Atrapat en aquesta situació, el papa Esteve II va demanar la intervenció del rei Pipí el Breu dels francs, ja preocupats per l'augment de la potència llombarda. El rei franc era deutor al papat des del 750, per haver legitimat la seva usurpació de la dinastia merovíngia i volia evitar que la màxima autoritat catòlica, també influent dins del seu regne, es convertís en un vassall dels llombards.
La disputa entre Astolf i Esteve II, amb el suport dels romans d'Orient, es va arrossegar en llargues negociacions diplomàtiques, en les que es va veure involucrat l'enviat de Pipí, el bisbe de Metz i emissaris imperials grecs. L'octubre del 753 el mateix Papa es va traslladar de Roma per tractar directament amb Astolf a Pavia, però el rei llombard es va negar a qualsevol concessió. Després d'un mes de negociacions, Esteve II va partir de nou, aquesta vegada cap al regne dels francs. Pipí es va reunir amb Esteve II el 6 de gener del 754 i es va comprometre a intervenir a Itàlia, però només el 14 d'abril va ser capaç de convèncer a la noblesa franca per aprovar la guerra contra els llombards. El projecte preveia una línia entre Monselice i Luni mentre els territoris situats al sud de la nova frontera nova que marcava aquesta línia (incloent per tant l'Exarcat, i els ducats de la Pentàpolis, Spoleto i Benevent) es convertirien en els dominis papals.
Per evitar l'amenaça, Astolf es va posar d'acord amb el germà de Pipí, Carloman, que el 747 havia retirat a l'abadia de Montecassino. Carloman va tornar a França, on va encapçalar l'oposició al rei, però aviat (753) va ser internat en un monestir a Viena del Delfinat, on va morir l'any següent.
L'agost de 754, Pipí va marxar contra Astolf, s'hi va enfrontar en la batalla de les chiuse (les fortificacions frontereres) de la Vall de Susa i li va infligir una derrota aclaparadora. El rei llombard va fugir a Pavia, que va ser assetjada per Pipí. No obstant això, se les va arreglar per obtenir el suport de la noblesa franca que s'oposava a Pipí i, per tant, van aparèixer condicions relativament suaus de la pau: va reconèixer (fins i tot enfront de l'Imperi Romà d'Orient) la superioritat dels francs, van donar ostatges i es va comprometre a cedir els territoris que havia ocupat al papa.

### Segona etapa (756)
Poc després de la retirada dels francs, Astolf va passar a l'ofensiva, assetjant Roma de nou (756). Es va repetir el que va passar dos anys abans; Pipí va tornar amb la seva tropa a Itàlia, va derrotar Astolf a la vall de Susa i va posar setge a Pavia. Astolf va capitular, i va patir condicions més dures per la pau: el lliurament de la tercera part del tresor llombard, el pagament d'un tribut anual a Pipí i la transferència el Papa de la ciutat de Ravenna i altres ciutats de l'Exarcat que havia ocupat anteriorment.
La victòria dels francs, clara en l'aspecte militar, no era tant segura no obstant com per permetre a Pipí el ple compliment del seu projecte inicial, que incloïa l'atribució completa de sobirania papal al centre i sud d'Itàlia, incloent la Romanya actual. El regne llombard va perdre part de la seva autonomia i els territoris recentment conquistats, però va conservar la seva independència.

## Mort
Astolf va morir poc després, encara el 756, després d'una caiguda d'un cavall durant una cacera. El seu pare Ratquis de Friül (que havia abdicat feia uns anys) va reclamar la corona i fou reconegut a Pavia i com a duc de Spoleto, però el duc Desideri d'Ístria, altre pretendent, es va acabar imposant; el ducat de Spoleto va passar a Alboí.